# Aleksey Bochkov
Aleksey Bochkov (21 de janeiro de 1970 — 12 de abril de 2015) foi um ciclista russo que competiu no ciclismo nos Jogos Olímpicos de Verão de 1992.